# ایوان براون
ایوان براون (انگلیسی: Ivan Brown; ۱۷ آوریل ۱۹۰۸ – ۲۲ مهٔ ۱۹۶۳) ورزشکار بابسلد اهل ایالات متحده آمریکا بود.
وی در مسابقات کشوری و بین‌المللی در مجموع برندهٔ ۱ مدال طلا شده‌است.